# Ernst Brandt
Ernst Friedrich Brandt (* 19. November 1896 in Magdeburg; † 17. Dezember 1956 in Magdeburg) war KPD-Funktionär und Minister für Land- und Forstwirtschaft in Sachsen-Anhalt.

## Leben
Ernst Brandt wurde als Sohn eines Schlossers geboren. Nach dem Besuch der Volksschule absolvierte er von 1911 bis 1915 eine Schlosserlehre in der Maschinenfabrik R. Wolf. Während der Lehre trat Brandt in den Deutschen Metallarbeiterverband ein. 1915 wurde er zum Militär eingezogen und geriet schon 1916 in französische Kriegsgefangenschaft. Brandt wurde 1919 entlassen und kehrte in seine Heimat zurück. Er arbeitete in der Firma R. Wolf, wurde hier Vertrauensmann und danach auch Mitglied des Betriebsrats. Während des Kapp-Putsches 1920 wurde er Mitglied der USPD, trat aber schon im Mai desselben Jahres zur KPD über. Von 1927 bis 1928 war er Gaukassierer des Rotfrontkämpferbundes für den Gau Magdeburg-Anhalt. 1928 nahm Brandt eine erste Funktion in seiner Partei an und war bis 1931 Sekretär für Gewerkschaftsarbeit der KPD-Bezirksleitung Magdeburg-Anhalt. Im Jahr 1929 besuchte er die Reichsparteischule der KPD in Fichtenau bei Berlin und übernahm die Funktion des technischen Leiters des Rotfrontkämpferbundes im Bezirk Magdeburg-Anhalt. Ab November 1929 vertrat er bis zum KPD-Verbot 1933 zudem seine Partei im Magdeburger Stadtparlament. 1930 wurde Brandt aus dem Deutschen Metallarbeiterverband wegen oppositioneller Tätigkeit ausgeschlossen. Er wurde Mitglied der KPD-nahen Revolutionären Gewerkschafts-Opposition (RGO) und arbeitete für sie von 1931 bis 1933 als hauptamtlicher Sekretär des Bezirkes Magdeburg und fungierte ab 1932 als Gewerkschaftsobmann der KPD-Bezirksleitung. Bei der Reichstagswahl im Juli 1932 konnte Brandt für die KPD im Wahlkreis Magdeburg ein Reichstagsmandat erringen.

### Nationalsozialismus
Nach der Machtübernahme der Nationalsozialisten verteilte er illegale Druckschriften an Instrukteure der KPD und bemühte sich um die Kontaktaufnahme zu KPD-Ortsgruppen. Am 23. Mai 1933 wurde Brandt zunächst in sogenannte Schutzhaft im Polizeigefängnis Berlin genommen. Bis zum April 1934 befand er sich im KZ Sonnenburg, im KZ Esterwegen und dem KZ Börgermoor. Am 29. Mai 1934 wurde er dann wegen Vorbereitung des Hochverrats durch das Kammergericht Dessau zu drei Jahren Zuchthaus verurteilt. Diese Strafe saß er bis Mai 1936 in Coswig (Anhalt) und Luckau ab. Es folgte bis August 1937 sogenannte Schutzhaft im KZ Lichtenburg und der Gestapo-Zentrale in Berlin. Anschließend fand er wieder eine Anstellung als Schlosser, wurde jedoch am 1. September 1939 an seinem Arbeitsplatz in einer Montagehalle von Krupp wieder verhaftet und erneut in Schutzhaft genommen. Er befand sich von September 1939 bis Mai 1943 im KZ Buchenwald und gehörte dort dem Dreierkopf der illegalen KPD-Lagerleitung an. Seine Entlassung erfolgte mit der üblichen Auflage, sich regelmäßig bei der Gestapo zu melden und Widerstandsaktivitäten sofort anzuzeigen. Er kehrte in seinen alten Beruf zurück. Brandt knüpfte Kontakte zu einer Widerstandsgruppe um Martin Schwantes. Im März 1944 wurde er erneut verhaftet und verbrachte die Zeit bis November 1944 im KZ Neuengamme. Am 28. November 1944 wurde er ins Polizeigefängnis nach Magdeburg verlegt. Die Gestapo verhörte ihn nun zu seinen Kontakten zu Martin Schwantes. Am 14. März 1945 wurde er aus dem Gefängnis in die Freiheit entlassen. Als Wohnung wurde in dieser Zeit der Lemsdorfer Weg 10 in Magdeburg-Sudenburg angegeben. 1945 soll eine Anklage vor dem Volksgerichtshof wegen illegaler Arbeit gegen den Nationalsozialismus bestanden haben. Im April 1945 rückten US-amerikanische Truppen in Magdeburg ein.

### Nachkriegszeit
Nach der Befreiung wurde Brandt zunächst 1. Sekretär der KPD-Unterbezirksleitung Magdeburg. Er war maßgeblich am Wiederaufbau der KPD-Parteistrukturen und an der Vereinigung von SPD und KPD im Raum Magdeburg beteiligt. Bei einer Tagung im Polizeipräsidium Magdeburg verständigte Brandt sich mit den Magdeburger Sozialdemokraten unter Ernst Thape, mit dem er gemeinsam in Buchenwald inhaftiert war, darauf, dass zwischen SPD und KPD eine „wirkliche Aktionseinheit“ entstehen müsse. Nach Klärung noch offener grundsätzlicher Fragen, sei eine Einheitspartei anzustreben. Thape und Brandt wurden am 17. Juni 1945 gleichberechtigte Vorsitzende des Zehner-Ausschusses, der die Arbeit beider Parteien in der Region Magdeburg koordinieren sollte. Beide Funktionäre nahmen auch an der die Vereinigung der Parteien vorbereitenden Sechziger Konferenz teil. Von sozialdemokratischer Seite wurde jedoch zunehmend unfaires Agieren der KPD, Unterdrucksetzung von einer Einheit skeptisch gegenüber stehenden Mitglieder und eine Bevorzugung der kommunistischen Partei durch die Sowjetische Militäradministration beklagt. Brandt soll sich um Ehrlichkeit gegenüber den Sozialdemokraten bemüht haben. Nach der Gründung der SED im Zuge der Zwangsvereinigung von SPD und KPD zur SED wurde er zum paritätischen Vorsitzenden des SED-Bezirksverbandes Magdeburg gewählt. Co-Vorsitzender von sozialdemokratischer Seite war Hermann Prübenau. Das Nachrichtenmagazin Der Spiegel bezeichnete Brandt 1950 als Schlaufuchs und schilderte eine Aktion Brandts, in der er eine Delegation von Arbeitern aus dem Krupp-Gruson-Werk überraschend in ein im Parteihaus durchgeführtes Gelage Prübenaus platzen ließ. Dieses Amt bekleidete er bis 1947. Danach wurde ein SED-Landessekretariat gebildet und Brandt leitete dessen Magdeburger Außenstelle. Nach der Auflösung des Bezirkssekretariats fand man für Brandt in der Landesregierung Sachsen-Anhalt einen neuen Posten. Ab dem 28. Juni 1948 übernahm er von Erich Damerow das Ministerium für Land- und Forstwirtschaft des Landes Sachsen-Anhalt. Sein 1946 erlangtes Stadtratsmandat legte er aus diesem Grund am 14. Juli 1948 nieder.
Gleichzeitig war Brandt nach den ersten Landtagswahlen im Herbst 1946 für die SED in den Landtag als Abgeordneter eingezogen. 1949 wurde er zudem vom 3. Deutschen Volkskongress als Abgeordneter in den 2. Deutschen Volksrat gewählt. Nach dem Krieg lebte Brandt im Lilienweg 96 in Magdeburg-Reform, später in der Liebknechtstraße 50 in Magdeburg-Stadtfeld Ost.
Nach den 2. Landtagswahlen im Oktober 1950 wurde Brandt bei der neuen Landesregierungsbildung nicht wieder berücksichtigt. Im Gegenteil: Brandt wurde im November 1950 von allen Ämtern und Parteifunktionen entbunden. Der genaue Hintergrund ist unklar. Bereits seit 1945 hatte es Vorwürfe gegeben, dass er für die Zerschlagung der Schwantes-Gruppe Verantwortung trage. Eine erste Überprüfung nach dem 1. Juli 1945 hatte ihn jedoch entlastet. Im April 1946 erfolgte aus gleichem Grund eine kurze Verhaftung, nach der er jedoch wiederum rehabilitiert worden war. Es wird angenommen, dass die Absetzung durch eine Entscheidung Walter Ulbrichts herbeigeführt wurde und ihre Ursache in inhaltlichen Differenzen, insbesondere in der von der Parteiführung vorgenommenen Bekämpfung des sogenannten Versöhnlertums, hatte, womit vermeintliche Schwächen in der Auseinandersetzung mit sozialdemokratischen Positionen gemeint waren.
Zunächst fand er von April bis Juni 1951 eine Anstellung als Kulturdirektor im VEB Dampfkesselbau Hohenthurm. Am 27. Juni 1951 verhaftete jedoch die Staatssicherheit Ernst Brandt und brachte ihn ins Gefängnis Roter Ochse nach Halle. Ihm wurde vorgeworfen, in seiner Amtszeit als Minister gegen Gesetze und Verordnungen der Volkskammer und der DDR-Regierung verstoßen zu haben. Weiterhin hätte er durch mangelnde Aufsicht Sabotage und Raubbau an den einheimischen Waldbeständen mit zu verantworten. Brandt wurde allerdings im November 1951 ohne eine Verurteilung wieder entlassen.
Nach seiner Haft übernahm Brandt 1952 verschiedene Tätigkeiten in Hallenser Maschinenbauunternehmen. Von 1952 bis 1956 war er Werkleiter der VEB Maschinenfabrik Halle. Ab 1953 hatte er auch wieder Parteifunktionen in der Stadt, später im Kreis Halle inne. Brandt war jedoch ständigen Nachforschungen seitens der Zentralen Parteikontrollkommission ausgesetzt.

## Ehrung
In seiner Heimatstadt Magdeburg war eine Straße (Ernst-Brandt-Straße) und eine Polytechnische Oberschule (POS „Ernst Brandt“) im Stadtteil Salbke nach ihm benannt. In Tanne (Harz) trug ein Erholungsheim seinen Namen. Die Einrichtungen erhielten jedoch nach der politischen Wende des Jahres 1989 neue Bezeichnungen.